# Catalina de Sena Vives Pieras
Catalina de Sena Vives Pieras (Madrid, 1895 - 1979) fou una de les primeres dones de l'Estat Espanyol en rebre un doctorat en ciències, concretament de doctora en Ciències Naturals.
El curs 1910-1911 comença els seus estudis a la Facultat de Ciències de la Universitat Central de Madrid. Obté la llicenciatura el 30 de març de 1915 amb la qualificació d'excel·lent i amb premi extraordinari per oposició. Des del 1915 complementà els estudis a l'Escola d'Estudis Superiors de Magisteri amb els corresponents de doctorat. El seu títol de doctora fou expedit el 25 d'abril de 1917. En un principi, s'havia pensat que la primera dona en rebre un doctorat era Margarida Comas Camps, però posteriorment es va confirmar la major antiguitat del doctorat de Vives. El 1918 acabà els estudis a l'Escola d'Estudis Superiors del Magisteri i fou la número 1 de la seva promoció. La memòria del treball de fi de carrera fou Estudio de la Metodología de las Ciencias Naturales i versava sobre l'ensenyament de les ciències.
Va impartir conferències, va publicar articles de divulgació científica a la premsa de Mallorca i formà part del teixit associatiu de la Mallorca dels anys 20. Fou catedràtica de l'Escola Normal de Mestres de Balears i en fou directora fins a la seva jubilació. Va publicar, amb Teresa Valls Ramírez, l'obra Prácticas de Ciencias Naturales. Es va casar el 1921 amb el matemàtic i també professor de l'escola Normal de Palma, Josep Maria Eyaralar.